# Tredelsstenen
Tredelsstenen är klippor i Finland.   De ligger i landskapet Österbotten, i den västra delen av landet, 400 km nordväst om huvudstaden Helsingfors.
Terrängen runt Tredelsstenen är mycket platt.
Inlandsklimat råder i trakten. Årsmedeltemperaturen i trakten är 4 °C. Den varmaste månaden är augusti, då medeltemperaturen är 16 °C, och den kallaste är februari, med −6 °C.